# Justice commutative

La justice commutative.

Chez Aristote, la justice commutative ou corrective est la deuxième espèce de la justice particulière qui s'exerce dans la distribution des honneurs ou des richesses ou des autres avantages qui peuvent être répartis entre les membres d'une communauté politique.
À la différence de la justice distributive, qui se préoccupe de la valeur respective des personnes et de leurs mérites inégaux, elle établit une équivalence entre choses et choses. La justice commutative ignore les différences entre les individus et donne à chacun la même part.

## Notion
Un échange est considéré comme juste quand chaque terme est échangeable contre un même troisième, selon le principe que deux quantités égales à une troisième sont égales entre elles.
En pratique, si une personne est dessaisie d'un bien au sens classique, c’est-à-dire aussi bien les qualités de sa personne que les personnes parmi ses proches, ou ses possessions matérielles, elle doit recevoir un bien de même valeur en retour. Par exemple la personne qui dépense cent sous pour un objet est en droit que cet objet, qui vaut cent sous, lui soit remis. Si une blessure est infligée, la victime est en droit de demander réparation.[Interprétation personnelle ?]

## Histoire

### Moyen-Âge
Au Moyen Âge, la distinction entre justice commutative et justice distributive est discutée par Thomas d'Aquin dans sa  Somme théologique. En matière contractuelle, il considère ainsi que la justice commutative se manifeste lorsque l'équilibre est préservé entre ce qui est donné et ce qui est reçu en échange.

### Temps modernes
Au début des Temps modernes, de nombreux théologiens et juristes qui s'intéressent au droit des contrats vont fonder leurs réflexions sur la notion de justice commutative, combinée avec le septième commandement "Tu ne voleras point" : Domingo Báñez, Martín d'Azpilcueta ou Domingo de Soto considèrent ainsi que, comme les contrats ont été instaurés dans un but d'utilité commune, il est nécessaire qu'ils profitent aux deux parties qui en usent.
Ainsi, Pedro de Oñate considère que les contrats doivent, en raison du droit naturel et de la raison, répondre aux intérêts des deux parties et mettre en œuvre la justice commutative par l'observance d'un juste prix.